# Caudron R.11
Le Caudron R.11 est un aéronef biplan bimoteur français, employé comme bombardier, avion d'observation et avion d'escorte pendant la Première Guerre mondiale.

## Conception et production

### Conception
Les origines du Caudron R.11 sont sujettes à débat, avec deux hypothèses dominantes. La première veut que le prototype original ait été conçu pour participer au « concours des avions puissants » de l'armée française pour 1916, ce qui en ferait un dérivé du Caudron R.5 (lui-même une tentative de proposer un Caudron R.4 mieux motorisé). La seconde fait du même prototype une version spéciale du R.4 équipée de deux moteurs Hispano-Suiza de 150 chevaux, qui satisfit les attentes de l'ingénieur en chef de Caudron, Paul Deville. 

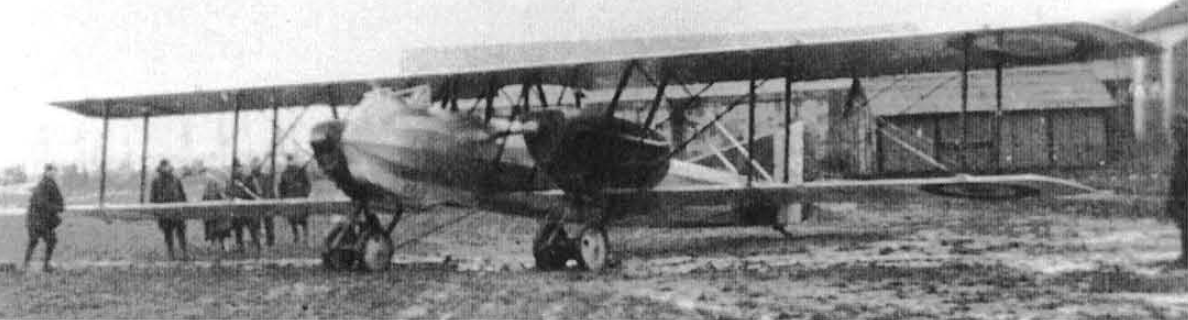
Caudron R.11

Le Caudron R.11 est probablement conçu dès le commencement comme un avion de combat triplace à longue portée destiné à escorter d'autres appareils. En effet, l'armée française émet en novembre 1916 un appel d'offres pour un avion capable d'atteindre 170km/h à 2000m, de monter à 3000m en 15 minutes, mais également d'être légèrement blindé et d'emporter deux mitrailleuses dotées chacune de 500 coups. Ces spécifications auraient été suggérées par le capitaine Didier Le Cour Grandmaison, selon certaines sources. D'autres avions, comme le SPAD S.A 3 (en) ou le Ponnier P.1 ont été conçus pour satisfaire aux mêmes exigences.
Le Caudron R.11 est donc initialement équipé de deux moteurs Hispano-Suiza 8Bda de 200 chevaux chacun, alimentés par des réservoirs situés derrière les nacelles-moteurs (sur des versions de production, le moteur passera à 215 chevaux, puis 235). Pour assurer la sécurité des appareils, ces réservoirs sont largables en vol sur certaines séries de R.11 et chaque moteur peut être alimenté par l'un ou l'autre des réservoirs principaux. Le train d’atterrissage de l'appareil est très similaire à celui des Caudron R.4 et G.6.
Pour ce qui est de l'armement, le R.11 reprend en partie celui du R.4, avec deux mitrailleuses Lewis de 7,7mm jumelées (une paire sur le nez de l'appareil et l'autre derrière le pilote). Une mitrailleuse supplémentaire se trouve sous le mitrailleur de nez pour permettre à ce dernier d'attaquer des cibles sous l'avion. Des versions tardives du R.11 disposent également de double commandes pour permettre à un observateur de remplacer un pilote blessé ou tué. Même s'ils peuvent être équipé d'une caméra pour des missions de reconnaissance à longue distance, les Caudron R.11 ont surtout été utilisés pour escorter et défendre les Breguet 14, plus couramment utilisés pour la reconnaissance.

### Production

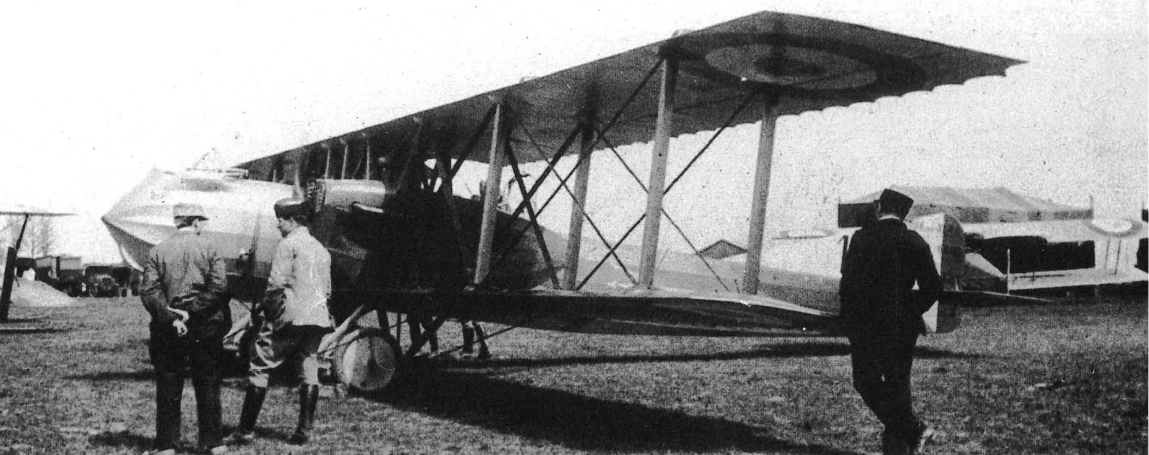
Caudron R.11

Face aux bonnes performance de vol des prototypes du R.11, nettement supérieur aux R.4 et R.5, l'aéronautique militaire française en commande 1000 exemplaires, dont seulement 370 environ seront produits avant la fin de la guerre. Les appareils sont produits directement par Caudron et en sous-traitance par les fabricants de pièces détachées Régy et Grémont. L'entrée en service du Caudron R.11 a toutefois été considérablement retardée par des difficultés dans la production des moteurs : le premier exemplaire est construit en 1916 mais au 1er janvier 1918, il n'y a que deux appareils complétés. Le R.11 entre véritablement en service dans l'armée française au cours des mois suivants mais ne connaîtra qu'un déploiement limité, puisque seuls 54 appareils seront en service au moment de l'armistice.

## Histoire opérationnelle
L'utilisation prévue initialement pour les Caudron R.11 n'est pas claire. En effet, le type est officiellement catégorisé comme un avion de reconnaissance, ce qui laisse penser qu'il a été prévu de les utiliser dans ce rôle, ainsi que dans le bombardement et des missions d'escorte. Un mémo du 28 novembre 1917 précise également que le nouveau type doit remplacer les Letord 1 et 2 en service à ce moment dans une variété de rôles similaires. 
Cependant, le Caudron R.11 va servir principalement d'avion d'escorte, en raison de sa puissance de feu considérable. L'avion est en effet adapté aux tactiques en usage lors de la dernière année de la guerre. Les R.11 sont employés à l'avant des vagues de bombardiers pour repérer d'éventuels opposants, ou directement aux côtés des bombardiers si une escadrille de chasse est disponible pour protéger le dessus de la formation. Dans cette dernière configuration, les équipages de R.11 peuvent employer leur puissance de feu pour repousser les attaques ennemies tandis que les chasseurs comme les SPAD utilisent leur vitesse et leur manœuvrabilité pour éliminer la menace. Cette combinaison d'avions s'avère efficace mais repose sur la disponibilité de trois types d'appareils. Lorsque les chasseurs sont absents, les formations mélangeant uniquement des bombardiers comme les Breguet 14 avec les R.11 subissent de lourdes pertes. Ainsi, lors du raid des bombardiers du Groupe de Bombardement no 4 escortés par des Caudron R.11 de l'escadrille C 46 sur la gare de Conflans-Jarny en septembre 1918, les Français atteignent bien leur cible mais perdent sept appareils dans le combat acharné qui s'ensuit (en abattant toutefois huit avions allemands).

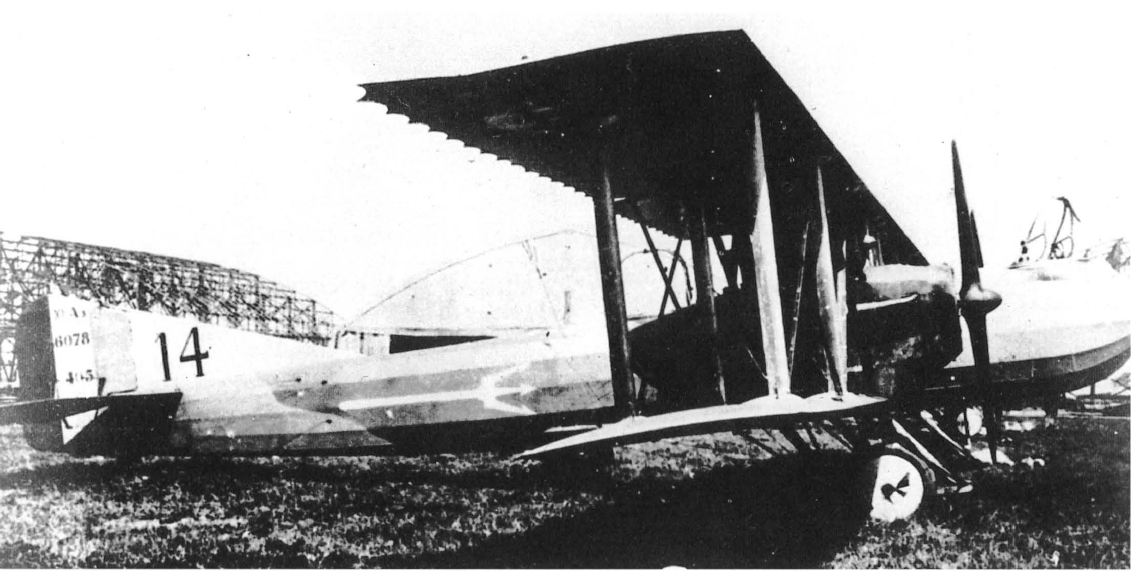
Caudron R.11 portant l'emblème de l'escadrille 46 (le trident sur le flanc de l'avion).

La première unité à employer au combat des Caudron R.11 est l'escadrille 46 en février 1918. L'appareil séduit les pilotes grâce à sa vitesse (près de 190km/h), et sa manœuvrabilité plutôt bonne. Cependant, il se révèle aussi instable (un défaut partagé avec le Caudron R.4), avec une tendance à se retourner, qui coûte la vie à trois hommes dès le 26 février 1918. L'escadrille est cependant engagée avec de bons résultats pour contre l'offensive du Printemps allemande. Paul Resal, pilote de l'escadrille 46, est le premier à élaborer une tactique pour défendre les formations de R.11 contre les chasseurs allemands :
chaque avion devait se tenir à une trentaine de mètres à gauche et légèrement au-dessus de celui qui le précédait, de sorte que la patrouille avait la formation d’une sorte d’échelle dont les barreaux seraient décalés, le nombre d’avions étant indifférent et pouvant être aussi grand qu’on voulait. [...] En cas d’attaque de l’ennemi par-derrière, chaque avion devait se ranger à côté de celui qui le précédait, ce qui lui était facile car, étant plus haut, il pouvait en piquant le gagner de vitesse. La patrouille offrait alors un front parfait [...].
Cette tactique se révèle efficace et permet aux pilotes de l'escadrille 46 de repousser des formations de chasseurs allemands qu'ils rencontrent durant la bataille de l'Aisne et les dernières offensives de la Première Guerre mondiale.

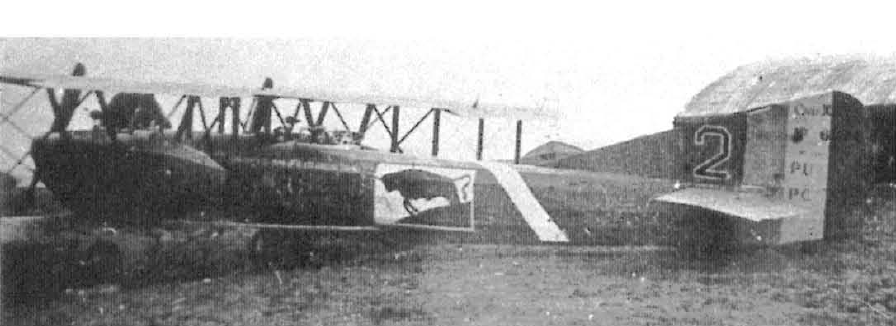
Caudron R.11 portant l'emblème de l'escadrille 241 (le taureau bondissant).

Malgré leur faible nombre (6 escadrilles au moment de l'armistice, dont une formée seulement quelques jours plus tôt), les pilotes de Caudron R.11 développent un véritable « entrain » pour l'avion : leur mission de protection des bombardiers est assimilée à un sacrifice. De plus, l'association entre les escadrilles de R.11 et des groupes de bombardement précis tend à créer des « liens moraux » entre les équipages des deux types d'appareils.

## Héritage

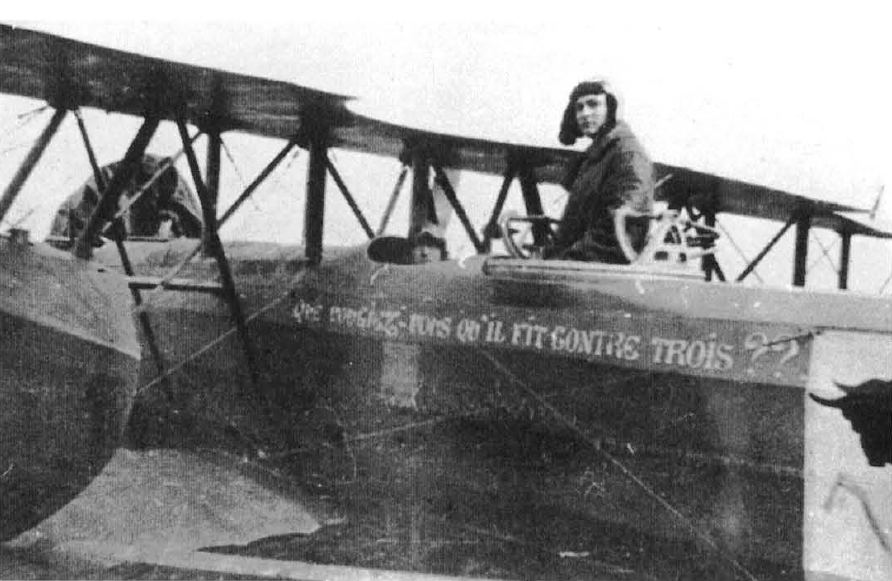
Caudron R.11 sur lequel on devine le taureau bondissant de l'escadrille 241, avec la phrase que vouliez-vous qu'il fît contre trois ??, en référence à la puissance de feu et à l'équipage de l'appareil.

Les derniers Caudron R.11 sont retirés du service en 1922, mais le concept de l'avion de combat multiplace et multirôle imprègne la pensée militaire française de l'entre-deux-guerres. Un successeur (le Blériot 127) entre en service en 1929 et restera en dotation jusqu'en 1934. De plus, les bons résultats au combat de ce type d'appareil poussera l'armée de l'air française de l'entre-deux-guerres à développer le concept d'avion « BCR » (Bombardement/combat/renseignement), qui deviendra l'un des symboles des hésitations de l'armée française en termes de doctrine avant la Seconde Guerre mondiale. 
Un appel d'offres pour un avion capable de remplir ces trois missions est passé en août 1933. Huit constructeurs y répondent, ce qui débouche sur six prototypes : l’Amiot 144, l’Aérienne Bordelaise SAB 80, le Bloch MB 130, le Breguet Br 460, le Farman 420 et le Potez 540 (ce dernier étant le seul à être fabriqué en série). Cependant, le concept d'avion BCR commence à être abandonné dès 1935 pour retourner à des modèles plus spécialisés.

## Utilisateurs
France
Le Caudron R.11 a été principalement utilisé par la France dans la dernière année de la Première Guerre mondiale, équipant en tout six escadrilles :
- L'escadrille 46 est la première à se convertir au Caudron R.11 en février 1918. Il s'agit déjà d'une unité expérimentée et décorée à de multiples reprises, et elle est affectée à la protection des bombardiers de la 1re escadre de bombardement, puis de la 13e sur les fronts de l'Aisne et de la Marne.
- L'escadrille 239 est créée en mai 1918 et assignée à la 4e armée en Champagne. Elle passe ensuite en juillet 1918 à la protection des bombardiers de la 12e escadre de bombardement. Elle remporte 4 victoires aériennes homologuées avant la fin de la Première Guerre mondiale.
- L'escadrille 240 est créée en juillet 1918 et assignée à la protection de la 12e escadre de bombardement de jour
- L'escadrille 241 est créée en juillet 1918 et assignée au secteur de la 8e armée
- L'escadrille 242 est créée en avril 1918 et assignée au secteur de la 7e armée
- L'escadrille 246 est créée le 2 novembre 1918 à partir d'avions et de pilotes tirés des escadrilles 46, 239 et 240. Elle est active dans le secteur de Rethel pendant les quelques jours qui précèdent la signature de l'Armistice. Elle devient ensuite (en 1920) l'escadrille 212 du 3e régiment de bombardement de jour, à Avord.

 Royaume-Uni
Le Royaume-Uni présente un intérêt pour le Caudron R.11, et en commande deux exemplaires pour les essayer en tant que bombardiers à longue portée. L'un de ces deux appareils sert ensuite à tester des configurations d'armement, l'autre à expérimenter des moyens de communication. Finalement, le R.11 n'est jamais réellement adopté par la Royal Air Force.
 États-Unis
L'US Army Air Service commande officiellement au moins deux Caudron R.11 en octobre 1918. D'autres appareils ont servi dans des unités américaines par divers moyens : un R.11 est détaché d'une escadrille française en septembre 1918 pour escorter les bombardiers du 88th Aero Squadron (en), et un autre (au moins) est utilisé par le 88th Aero Squadron (en) pour escorter ses Breguet 14.

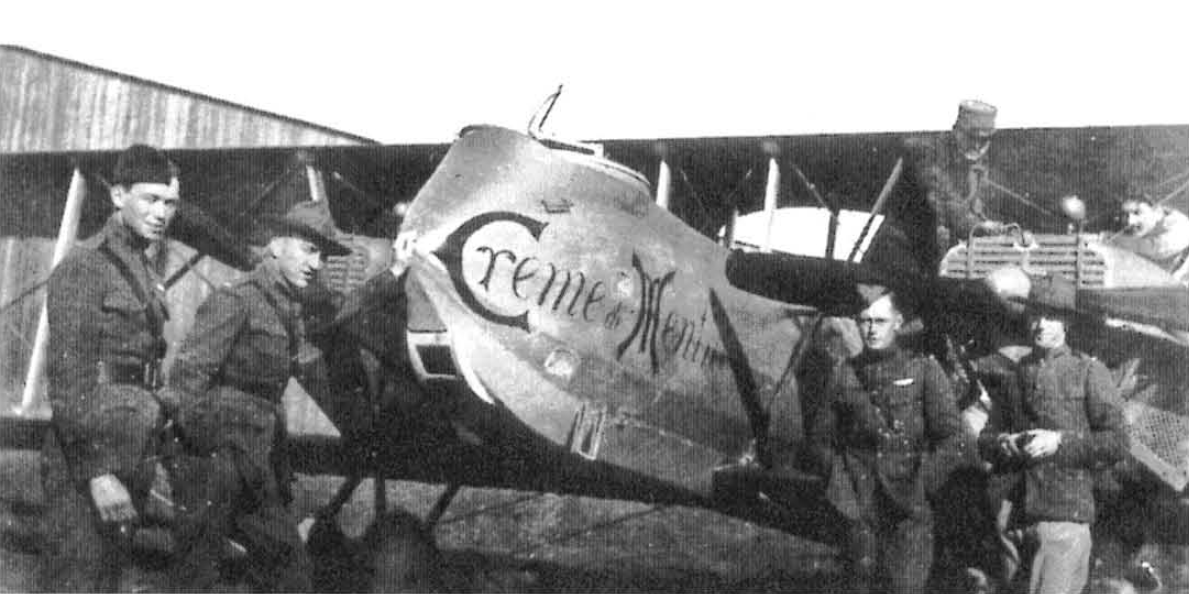
Caudron R.11 entouré de pilotes américains au printemps 1918. De gauche à droite : lieutenant A.H. McLanahan,, lieutenant Eddie Rickenbacker,, lieutenant Edward Buford, 95th Aero Squadron, lieutenant Russell Hall, 95th Aero Squadron.

## Dérivés
Le Caudron R.11 donne lieu à deux avions dérivés :
- Le Caudron R.12 est un R.11 remotorisé avec deux moteurs Hispano-Suiza 8Fb de 300 chevaux au lieu des 215 habituels. Cette modification a été faite à la demande du général Duval en 1917, car ce type de moteur doit bientôt entrer en production et que le général pense qu'il peut améliorer considérablement les performances déjà bonnes du R.11. Le nouveau type doit initialement équiper 12 escadrilles. Le R.12 n'effectue toutefois son premier vol qu'en novembre 1918 à Issy-les-Moulineaux, et les résultats ne sont pas bons. Deux prototypes sont testés jusqu'en juillet 1919 avant que le projet ne soit abandonné[12].
- Le Caudron R.14 naît du besoin de développer un avion capable d'être armé d'un canon. Plusieurs avions français sont modifiés en 1918 dans ce but, dont les Voisin XII (en) et Farman F.50. Le R.11 est également testé à partir d'août 1918. Pour cela, Caudron produit une version élargie de l'appareil (elle passe de 54 à 63 m2 de surface alaire), motorisée par les mêmes moteurs que le R.12. En plus des cinq mitrailleuses du R.11, le R.14 est doté d'un canon Hotchkiss de 37mm. Comme les autres avions de ce projet, le développement est rapidement arrêté après l'armistice. Un seul exemplaire a été construit[12].

| Photo noir et blanc d'un avion au sol. · Photo noir et blanc d'un avion au sol. · Photo noir et blanc d'un avion au sol. · Photo noir et blanc d'un avion au sol. |

## Caractéristiques techniques
|                         | Prototype            | Version de production          |
| ----------------------- | -------------------- | ------------------------------ |
| Motorisation            | 2x Hispano-Suiza 8Ba | 2x Hispano-Suiza 8Bda          |
| Puissance (ch)          | 2x 200               | 2x 215                         |
| Envergure (m)           | 17,92                | 17,92                          |
| Longueur (m)            | 11,22                | 11,22                          |
| Hauteur (m)             | 2,80                 | 2,80                           |
| Surface alaire (m2)     | 54,25                | 54,25                          |
| Masse à vide (kg)       | 1416                 | 1422                           |
| Masse maximale (kg)     | 2188                 | 2165                           |
| Vitesse maximale (km/h) | 191                  | 183 (à 2000m)                  |
| Plafond (m)             | ?                    | 5950                           |
| Portée (km)             | ?                    | 600                            |
| Autonomie               | ?                    | 3 heures                       |
| Armement                | Aucun                | 5 mitrailleuses Lewis de 7,7mm |
| Exemplaires produits    | 1                    | Environ 370                    |